# USA Hockey Arena
USA Hockey Arena, tidigare Compuware Sports Arena och Compuware Arena, är en inomhusarena i Plymouth Township, Michigan i USA. Den har en publikkapacitet på mellan 3 504 och 4 500 åskådare beroende på arrangemang. Inomhusarenan började byggas i maj 1996 och invigdes redan den 10 september samma år.
I november 2014 meddelades det att det amerikanska ishockeyförbundet USA Hockey hade för avsikt att köpa arenan från Carolina Hurricanes dåvarande majoritetsägare Peter Karmanos, Jr. som ägde också arenans dåvarande hyresgäst Plymouth Whalers i Ontario Hockey League (OHL). I januari 2015 blev det officiellt att Karmanos, Jr. hade sålt Whalers till IMS USA Inc. och att de nya ägarna hade bestämt att Whalers skulle flyttas till staden Flint, för att vara Flint Firebirds till säsongen 2015–2016. Den 31 mars slutförde USA Hockey köpet av arenan. I samma veva meddelade USA Hockey att deras ungdomsprogram USA Hockey National Team Development Program (NTDP) skulle flyttas från Ann Arbor för att använda arenan fullt ut.
Arenan används primärt av ungdomsprogrammets ishockeylag Team USA som spelar i United States Hockey League (USHL).